# Abbaye de Mariánská Týnice
L'abbaye de Mariánská Týnice est une ancienne abbaye cistercienne située à Kralovice, en République tchèque.
Elle a été construite à partir 1711 pendant quelque soixante-cinq ans. Elle se compose de plusieurs bâtiments dessinés par Jean-Blaise Santini. 
Classée « Monument culturel » du district de Plzeň-Nord, l'ancienne abbaye abrite un musée et une galerie d'art (Muzeum a galerie severního Plzeňska).